# Partida série-paralelo
Partida em série-paralelo é um método na engenharia para efetuar a partida de um motor. Nela é necessário que o motor elétrico seja ajustável para duas tensões, a menor delas igual a da rede e a outra duas vezes maior. Este tipo de ligação exige nove terminais do motor elétrico e que este seja ajustável para quatro níveis de tensão (220/380/440/760 volts, por exemplo). A tensão nominal mais comum é 220/440 volts, ou seja, durante a partida o motor é ligado na configuração série (440 volts), até atingir sua rotação nominal e, então, comuta para ligação em paralelo (220 volts).
Na partida série-paralelo o pico de corrente elétrica é reduzido a 1/4 porém, o conjugado de partida do motor também se reduz na mesma proporção e, portanto, ele precisa partir praticamente em vazio (sem carga).